# Johann Wolfgang von Goethe
Johann Wolfgang von Goethe [ʝoˌɦan ˌvɔlfg̊aŋ fɔn ˈgøːtʰə] (Frankfurt del Main, 28 d'agost del 1749 - Weimar, 22 de març de 1832), va ser un pensador i literat alemany, funcionari de la Cort de Weimar. La seva producció literària abasta des de la poesia, la novel·la fins al teatre i l'assaig. A més, és l'iniciador del corrent literari alemany conegut com a Sturm und Drang (Tempesta i impuls), precursor del romanticisme alemany.
Va estudiar dret i es va interessar per altres branques del coneixement com ara la geologia, la química o la medicina, que el van portar al descobriment de l'os intermaxil·lar. També es va interessar per la botànica i va publicar un assaig sobre la metamorfosi de les plantes: Versuch die Metamorphose der Pflanzen zu erklären (1790). En aquest, intenta establir una teoria general sobre la morfologia dels vegetals reconeixent l'analogia de la forma dels cotiledons, de les flors o les fulles. També feu un esbós d'una teoria de l'evolució entre els vegetals i en relacionà la morfologia amb filogènesi, visions molt avançades en la seva època.
La seva posició a la Cort de Weimar, en què va entrar l'any 1775 al servei de Carles August, hereu del ducat de Saxònia-Weimar, i on va fixar la seva residència fins a la seva mort, li va permetre fer nombrosos viatges i relacionar-se amb l'alta aristocràcia i personatges cabdals com Napoleó, Ludwig van Beethoven, Friedrich von Schiller o Johann Gottfried Herder.
A més a més, l'any 1782, el mateix duc Carles-August es va encarregar d'afegir la partícula von al seu cognom, fet que provocà protestes dins la noblesa, ja que en fer-ho passà a formar part de la cort amb un càrrec equiparable als dels ministres, tots de la noblesa.
En vida, va gaudir de fama, respecte, prestigi i admiració i, gràcies a la seva reputació, van ser molts els joves que, en la maduresa de Goethe, s'hi volien apropar i conèixer-lo personalment.
En el camp de la música, són innombrables els poemes de Goethe, convertits en lieder per compositors de totes les èpoques.

## Biografia

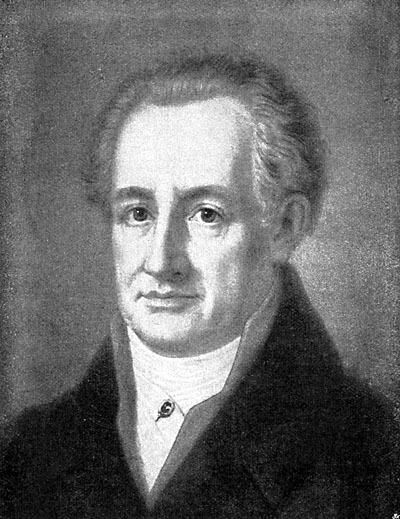
Johann Wolfgang von Goethe

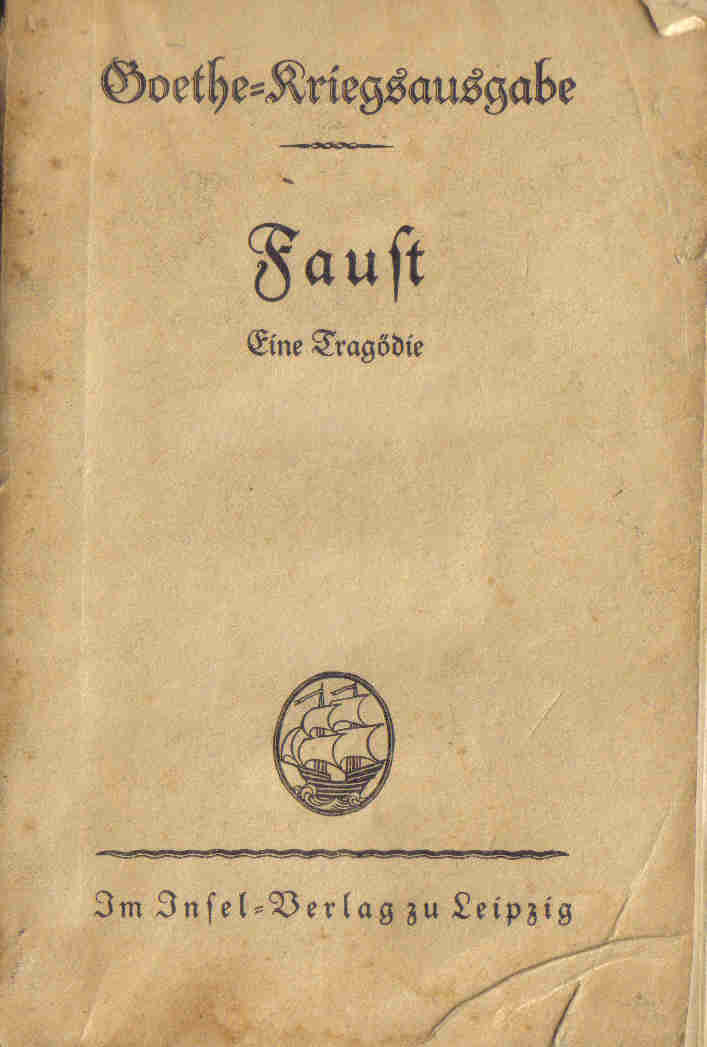
Edició del Faust del 1915

### Orígens i joventut (1749-1765)

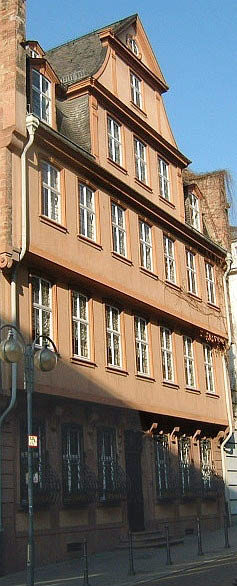
Casa natal de Goethe a Frankfurt, Alemanya (Großer Hirschgraben), reconstruïda després de la Segona Guerra mundial.

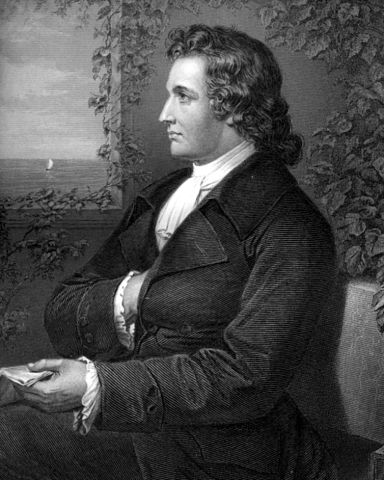
Johann Wolfgang von Goethe

La Goethe era una vella família d'artesans originaris de Turíngia, que vivien, quan va nàixer Johann Wolfgang, en una casa de Frankfurt del Main, avui dia anomenada Goethe-Haus. A Johann Caspar Goethe (1710-1782), son pare, qui va consagrar gran part de la seua vida a la creació d'un Gabinet d'Història natural i a una col·lecció de quadres, no li calia en absolut exercir cap professió a banda de les seues activitats d'aficionat i de l'educació dels seus fills, ja que havia comprat un títol de conseller imperial. Home cultivat, va viatjar a Itàlia (el seu fill, per altra banda, recordarà aquest viatge, en Poesia i veritat, per una góndola que va portar de Venècia), i va escriure'n un diari de viatge que no seria publicat fins a l'any 1932. La mare de Goethe, Catharina Elisabeth Goethe, nascuda a Textor (1731-1808), procedia de la noblesa de la cort. Filla d'un «Schultheiß», es va casar als 17 anys amb el conseller Goethe, que llavors tenia 38 anys. Però Johann Wolfgang no era en absolut dòcil; per això, la relació que va mantenir amb els seus pares sovint es va revelar conflictiva, principalment per l'extrema severitat de son pare.
Dels nombrosos infants del matrimoni, només Johann Wolfgang, el menut, i la seua germana Cornelia Friderike Christina (nascuda el 7 de desembre del 1750), van sobreviure, malgrat una verola que va estar a punt d'endur-se'l l'any 1758.
La seua educació humanística rigorosa (va estudiar diverses llengües, i principalment el grec clàssic, el llatí, el francès, l'anglès, l'hebreu, però també la major part de les ciències comunes de l'època, la dansa, l'equitació, l'esgrima…) va ser fonamentalment a càrrec de son pare, home sever que va fer que Goethe s'estimés més la companyia de sa mare. La relació que va mantenir amb els seus progenitors, i sobretot amb son pare, era conflictiva i es veia agreujada pel fet que el jove Goethe no gaudia d'un caràcter jovial. Tanmateix, els estudis, sembla que el van transformar: de conflictiu passà a ser un jove model, va aprendre amb una gran facilitat, s'apassionà pel dibuix i, amb grans dificultats, va intentar estudiar música.
La Guerra dels Set Anys va suposar per a ell l'oportunitat de descobrir la civilització francesa: un oficial francès, el comte de Thorane, es va instal·lar a la casa dels Goethe l'any 1759, mentre l'exèrcit francès estava acampat a Frankfurt.
Thorane i el pare de Goethe van fer amistat, ajudats pel fet que aquest donava suport als francesos des de la batalla de Rossbach, amb gran escàndol del seu sogre, Textor. Gràcies a les bones relacions que van mantenir, el jove Goethe va poder assistir a la coronació del rei dels romans Josep II l'any 1764.

### Estudis i primeres obres (1765-1775)
A la seua ciutat natal, Frankfurt del Main, es va enamorar de la jove i bella Lili Schoenemann.
Va estudiar dret a Leipzig entre 1765 i 1768 i a Estrasburg entre 1770 i 1771. Allà, hi va conèixer Johann Gottfried Herder, i va tenir un afer amorós amb Frédérique Brion. L'any 1772, va obtenir el títol de doctor; va tornar a Frankfurt de maig a setembre, on va ser nomenat advocat de la cort imperial i esdevingué magistrat a Wetzlar.
L'any 1773, recomença a escriure. En el curs d'un viatge amb Basedow i Lavater al llarg del riu Lahn, va escriure, davant del castell fort de Lahneck, el poema Geistesgruss, que posteriorment seria traduït al francès per Madame de Staël.

### Weimar (1775-1786)
L'any 1775, es va instal·lar a Weimar com a funcionari de la cort del duc Carles August i, posteriorment, com a conseller secret de legació, a partir del 1776. Tres anys més tard, va ser nomenat comissari de guerra, abans de ser ennoblit l'any 1782 i que li fóra confiada la direcció de les finances de l'estat. Va establir una relació platònica amb Charlotte von Stein, set anys major que ell, que va durar deu anys. Ell li va escriure 1.700 cartes.
Durant aquesta època, va escriure dos grans drames, primer redactats en prosa i després transcrits en pentàmetres iàmbics: Ifigènia a Tàurida i Torquato Tasso. El 1880 es va iniciar a la lògia Amàlia de les Tres Roses de Weimar. El 3 de setembre del 1786, va abandonar Carlsbad (actualment Karlovy Vary, a la República Txeca), on estava fent una cura i va visitar en secret Itàlia, amb l'objectiu que ningú no pogués amoïnar-lo en allò que ell considerava un dels seus somnis més cobejats, la descoberta d'un país del qual tant li havia parlat son pare.

### El viatge a Itàlia (1786-1788)[5]
| «                                   | A Itàlia! A Itàlia! París serà la meua escola, Roma la meua universitat. Perquè, de fet, és una universitat per a qui l'ha contemplada completament. | » |
| — Johann Wolfgang von Goethe, 1770. | |   |

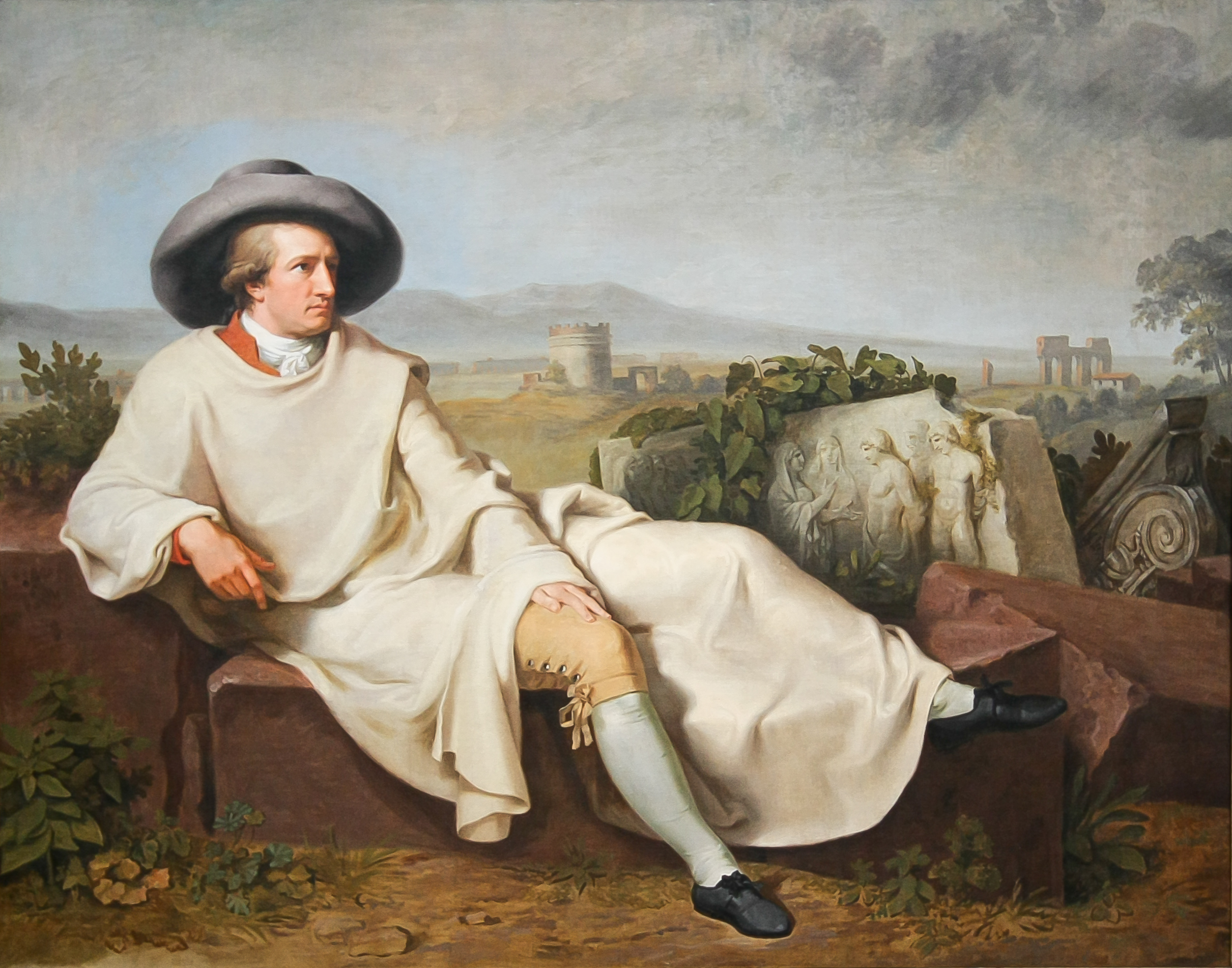
Goethe a la campagna romana (Tischbein, 1786)

Fent breus etapes a Verona, Vicenza, Pàdua i després d'una estada de dues setmanes a Venècia, Ferrara, Bolonya, Florència i Perusa, Goethe arriba a Roma el 29 d'octubre del 1786. Va decidir instal·lar-se al número 18 de la Via del Corso. Hi va freqüentar artistes alemanys com ara Tischbein, qui va pintar el seu retrat més cèlebre l'any 1787, així com la pintora Angelika Kauffmann i italians com el gravador Giovanni Volpato. De març a juny del 1787, Goethe va visitar el sud de la península Itàlica i Sicília, acompanyat per Christoph Heinrich Kniep, pintor i gravador encarregat d'il·lustrar el viatge. Després d'una petita aturada a Nàpols, va arribar a Palerm el 2 d'abril, després d'un viatge en mar difícil (Goethe suportava malament els viatges per mar) de quatre dies. L'estada a Sicília el va impressionar vivament: «Sense Sicília, Itàlia no ens sembla un quadre acabat; és ací on, en efecte, es troba la clau de tot». L'atmosfera mediterrània li va inspirar el començament d'una tragèdia titulada Nausicaa, de la qual no arribarà a escriure més que un grapat d'escenes. Va visitar-hi nombrosos temples i ruïnes antigues (Segesta el 20 d'abril, Agrigent el 24 d'abril, el teatre de Taormina el 7 de maig), però no va mostrar gens d'interès en els altres vestigis —romans d'Orient, àrabs o gòtics— de l'illa. En efecte, com ha dit Jean Lacoste: «Com que no podia visitar Grècia a causa de l'ocupació otomana, el poeta va trobar a Sicília la Gran Grècia de l'antiguitat, la possibilitat d'acostar-se el més possible a l'origen grec, al model grec, sense estar vertaderament en presència d'aquella, segons una aproximació indirecta que serà la de Heidegger anant a Provença a retrobar una Grècia oblidada, o l'oblit de Grècia».
En una carta datada el 3 de desembre del 1786, és a dir, només tres mesos després de la seua partença, Goethe veia ja en aquell viatge «una vertadera renaixença... Un segon naixement».

### Weimar (1788-1805)
Dos anys més tard, va tornar a Weimar, on va ser nomenat ministre del duc i es va instal·lar amb Christiane Vulpius (1765-1816), procedent de la petita burgesia, una florista amb qui finalment es casarà l'any 1805. Van tenir cinc fills, dels quals l'únic que va sobreviure va ser Julius August Walther von Goethe (1789-1830). Aquesta relació no legalitzada amb Christiane va suposar un gran escàndol a Weimar. Goethe va legitimar el seu fill l'any 1800.
L'any 1791, va ser nomenat director del nou Teatre de la Cort Gran-Ducal, responsabilitat que ocuparia fins al 1817. Cansat de la banalitat i el provincianisme de la cort ducal, va intentar fugir-ne, però no va poder fer-ho d'una altra manera que acompanyant el duc de Saxe-Weimar, oficial de l'exèrcit prussià, l'any 1792, amb ocasió de la batalla de Valmy. En aquesta ocasió, va tenir el fort sentiment de la gran novetat que suposava la Revolució Francesa, declarant així en la seua Campanya de França: «Avui s'obre una nova era per a la història del món».
L'any 1794, va fer-se amic de Schiller. Es coneixien des de l'any 1788 (data del retorn d'Itàlia de Goethe), però fins aleshores no es tenien massa simpatia. Goethe se sentia molt allunyat de les preocupacions del dramaturg rousseauista, mentre que Schiller temia que Goethe arribés a fer-li ombra. L'encontre definitiu va ser el juliol del 1794 per mitjà d'amics comuns. Curiosament, no van parlar de literatura, sinó de ciències naturals i filosofia, que aleshores es trobaven entre les principals preocupacions de Goethe. A aquesta entrevista, va seguir una cèlebre correspondència entre tots dos poetes alemanys. Goethe va participar l'any 1795 en la revista Les Hores, i hi va fer publicar els Diàlegs d'emigrats alemanys, dels quals forma part el cèlebre conte Märchen, posteriorment titulat La serp verda.
Schiller va morir l'any 1805, i provocà el que alguns consideren una tercera etapa en la vida de Goethe.

### Weimar (1805-1832)

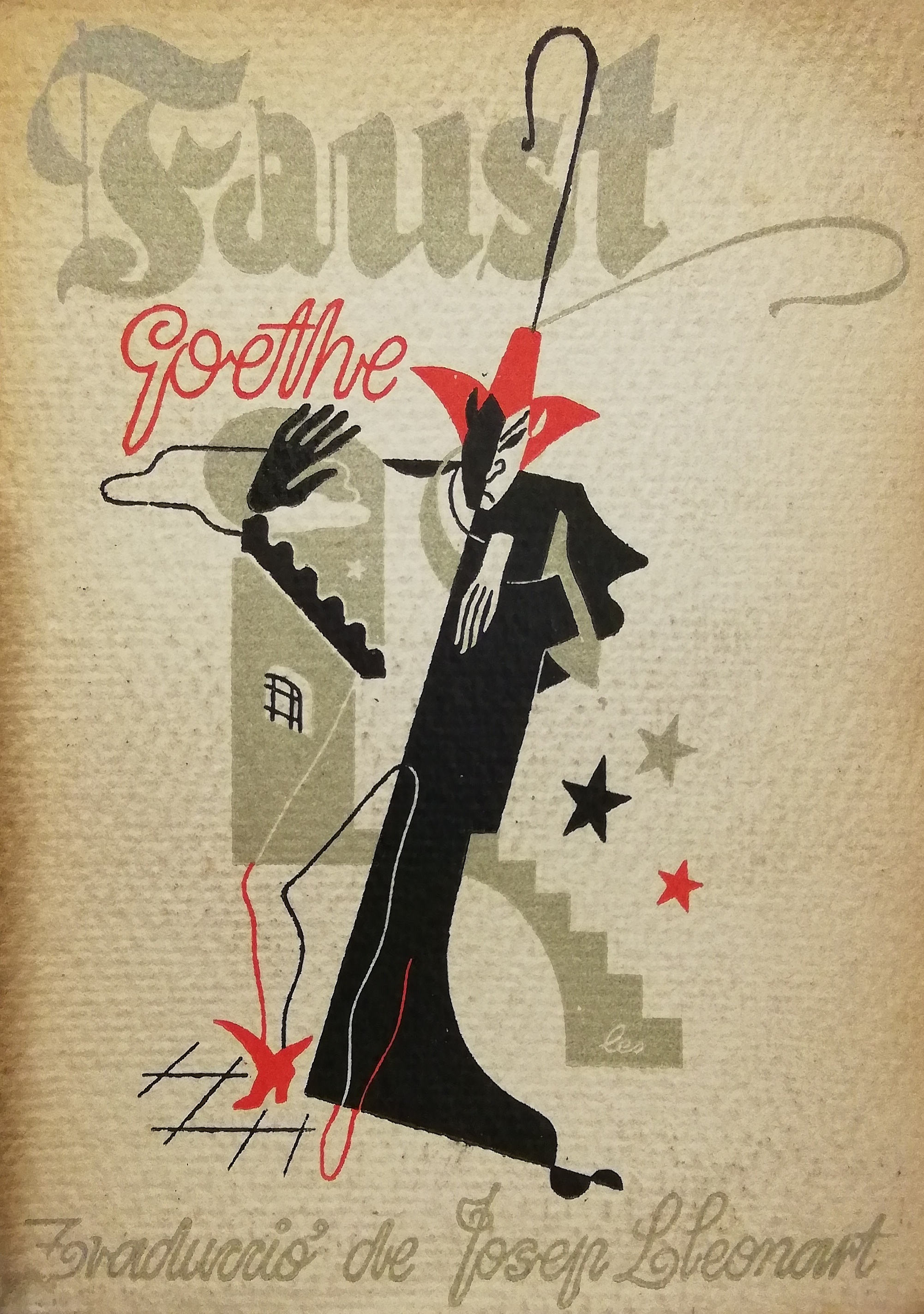
El Faust de Goethe. Traducció catalana de 460 pàgines publicada a Badalona per Editorial Proa l'any 1938

L'any 1808, va trobar-se Erfurt, arran del congrés celebrat en aquesta ciutat, amb Napoleó Bonaparte, qui el va condecorar amb la Legió d'Honor.
Tot i que el filòsof Schopenhauer hi era present, no s'hi va reunir, i hagué d'esperar l'any 1813, en què es van trobar per discutir de la teoria dels colors elaborada per Goethe.
Visitant assidu del saló literari organitzat per Johanna Schopenhauer, mare del filòsof, va tenir oportunitat de conèixer-hi artistes i filòsofs, com ara Heinrich Reiss i el pintor Füssli.
L'any 1814, va enamorar-se de Marianne von Willemer. El 1822, havent passat sis anys des de la mort de la seua muller, va demanar matrimoni a Ulrike von Levetzow (de 16 anys), que el va refusar (ell tenia 73 anys!). Va acabar la seua vida reconegut com el «savi de Weimar», freqüentat, cortejat i adulat pel conjunt dels ambients literaris europeus (i ben especialment per Carlyle).
Va morir el 22 de març del 1832, és a dir, tan sols un mes després d'haver finalitzat la segona part del Faust. Les seues darreres paraules després d'una misteriosa «W» que va traçar en l'aire, van ser: «Mehr Licht! Mehr licht!» («Més llum! Més llum!»), interpretades de manera ben diferent. Alguns hi han vist la desesperació d'un gran home per no haver pogut abastar prou coneixements durant la seua vida, mentre que d'altres, com per exemple Friedrich von Müller, les han considerades simplement una petició perquè li obrissin la finestra i poder tenir encara l'ocasió de contemplar la llum del dia.

## Obra literària

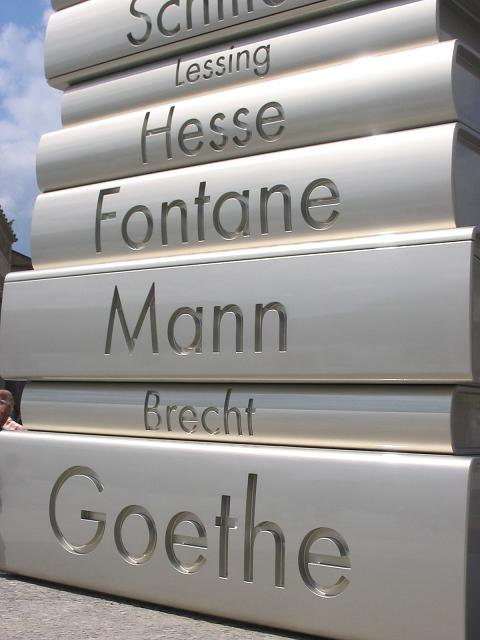
Impremta moderna al Walk of Ideas de Berlín, Alemanya, construït l'any 2006 per a commemorar la invenció de la impremta de tipus mòbils per Johannes Gutenberg.

Les obres més importants de Goethe després d'instal·lar-se a Weimar van ser la seua tragèdia Götz von Berlichingen (1773), que va ser la primera obra que li va aportar el reconeixement del públic, i la novel·la Els sofriments del jove Werther (1774), que li va suposar una enorme fama com a escriptor del corrent Sturm und Drang, que va marcar la primera fase del romanticisme —de fet, aquesta novel·la es considera com el detonador que va posar en marxa el moviment, i pot ser sense cap dubte considerada com un dels primers best-sellers de tot el món; va ser, al llarg de la seua vida, l'obra amb la qual els seus contemporanis l'associaven.
Durant l'època de Weimar, abans de conèixer Friedrich von Schiller, va començar Anys d'aprenentatge de Wilhelm Meister, va escriure els drames Ifigènia a Tàurida, Egmont, Torquato Tasso i la faula Reineke Fuchs.
Durant l'època de la seua amistat amb Schiller, va continuar escrivint Wilhelm Meister, l'Idil·li de Hermann i Dorothea, i les Elegies romanes.
En el seu darrer període, entre la mort de Schiller, l'any 1805, i la seua pròpia mort, van aparèixer Faust (primera part), Les afinitats electives, el Divan occidental-oriental (un recull de poemes en estil persa, influït per l'obra de Hafez), l'obra autobiogràfica Poesia i veritat, que cobreix la primera part de la seua vida i acaba amb el seu trasllat a Weimar; el seu Viatge a Itàlia, i una sèrie de tractats d'art. Les seues obres van gaudir d'una immediata influència en els cercles artístics i literaris.
Faust, segona part va ser finalitzat l'any de la seua mort i va ser publicat pòstumament.
Durant els últims anys de la seva vida, Goethe va tenir com a secretari personal Johann Peter Eckermann (1792-1854), que va fer possible la publicació de les obres completes de Goethe en 40 volums (1839-1840). A més a més, va escriure Converses amb Goethe (3 volums, 1836-1848), llibre que recull amb fiabilitat els anys de vellesa d'aquesta personalitat contradictòria i universal.

## Goethe i les arts

### Goethe i el dibuix

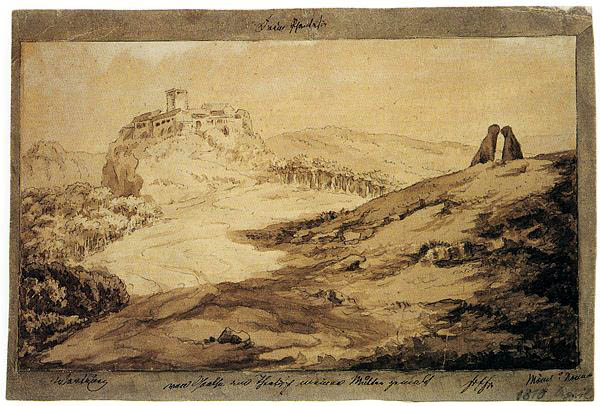
Pintura de Gœthe datada el 14 de desembre de 1807

Durant molt de temps, Goethe es va esforçar a desenvolupar allò que ell anomenava el seu petit talent, fonamentalment en el curs del seu Viatge a Itàlia, pel contacte amb pintors experimentats com ara Tischbein. Va conrear essencialment el gravat de paisatge, i rarament va atrevir-se amb el retrat. En un petit text de 1821 va manifestar:
| « | He pensat des de fa temps que sovint em referisc al dibuix en les meues confessions, en les informacions que he donat sobre la meua vida, tot i que hom podria preguntar-se, i no sense raó, per què no ha pogut sortir res vertaderament satisfactori des del punt de vista artístic d'aquests esforços repetits i d'aquesta permanent predilecció d'aficionat. | » |

### Goethe i la música

#### Goethe llibretista
Durant molt de temps, Goethe va pensar a dedicar-se a escriure llibrets d'òpera. En va escriure 20 texts i esbossos d'obres líriques, cosa que suposa una cinquena part de la seua producció dramàtica global. Don Giovanni de Mozart, constituïa segons ell l'ideal immillorable cap al qual tota òpera havia de tendir. Així, en una conversa amb Eckermann el 12 de febrer del 1829, va exclamar que la música del seu Faust hauria de tenir l'estil del Don Giovanni, i que, de fet, només Mozart l'hauria pogut compondre. Per altra banda, Mozart va obsedir Goethe fins a tal punt que va arribar a redactar una segona part de La flauta màgica.
En la seua joventut (1777), abans de l'estrena de Don Giovanni (1787), Goethe va redactar dos llibrets: Erwin und Elmire, una opereta inspirada en El vicari de Wakefield, cèlebre novel·la anglesa d'Oliver Goldsmith, a la qual va afegir un poc d'intriga sentimental a l'estil del Werther, i Lila, acompanyada de cants i danses populars. Després, l'any 1779, va entaular correspondència amb el compositor alemany Philipp Christoph Kayser, i en sorgí una col·laboració que donaria com a resultat un singspiel, Broma, truc i venjança (Scherz, List und Rache), que va constituir, en la seua estrena l'any 1784, un fracàs total. El problema de tots tres llibrets consisteix en el fet que «Goethe, que no és músic, reconeix innecessàriament al llibret una anterioritat en el temps».
Considera la música com a ornament del text, i no el text com un pretext de la música. Així, es troba als antípodes de la cèlebre fórmula italiana «prima la musica, poi la parole», cosa que li impedeix desenvolupar una relació pregona amb els músics, que com en el cas de Mozart amb El rapte en el serrall s'estimen més llibrets mediocres si poden modificar-los a voluntat. Un nou inconvenient va tancar per un temps la seua activitat com a llibretista: l'any 1786, va mamprendre una adaptació d'una comèdia de Friedrich Wilhelm Gotter, El secret conegut per tots (Das öffenliche Geheimnis), al seu torn inspirada en Segreto publico, de Carlo Goldoni. Es tractava d'una adaptació molt lliure perquè Goethe havia decidit emprar nombrosos elements de Les noces de Fígaro, de Beaumarchais. Però com l'1 de maig del 1786 es va estrenar Les noces de Fígaro de Mozart, amb un èxit aclaparador, Goethe es va convèncer d'abandonar la seua obra, que no podia fer la competència a la de Mozart i Lorenzo Da Ponte. «Mozart havia precedit, per segona vegada, Goethe, produint una obra mestra incontestable» indica Dietrich Borchmeyer, estudiós de Goethe.
Encara va fer-ne tres intents més, amb tres òperes que va fer representar Weimar a principis de la dècada del 1790: Die theatralischen Abenteuer/Les aventures teatrals (1790-91), Die veretelten Ränke/Les intrigues frustrades i, sobretot, Circe (1790-94). Totes tres són adaptacions a l'alemany d'òperes italianes: les dues primeres de Domenico Cimarosa (L'Impressario in angustie i Le trame deluse) i, quant a Circe, prové de La Maga Circe, de Pasquale Anfossi. Goethe, que tenia aquesta darrera òpera en bastant alta estima («eine immer erfruliche Oper» ‘una òpera sempre agradable’), li va assegurar una certa popularitat escrivint en els seus annals del 1791 que havia estat composta per Cimarosa i Mozart («Mit Cimarosa's und Mozart's Musik»). Però, de fet, simplement s'havien afegit quatre àries de Mozart, extretes del Schauspieldirektor (1786), pràctica molt habitual en l'època, quan encara no hi havia drets d'autor.

## Obra científica

### Biologia
Goethe es va interessar per la botànica i va arribar a publicar un assaig sobre la metamorfosi de les plantes: Versuch die Metamorphose der Pflanzen zu erklären (1790). En aquesta obra, intenta establir una teoria general sobre la morfologia dels vegetals, reconeixent-ne l'analogia de certes formes, com ara els cotiledons, la forma de les flors o de les fulles. També va esbossar una teoria de l'evolució en els vegetals, lligant la morfologia i la filogènesi. Aquesta era una aproximació molt avançada respecte de les idees generalment sostingudes en l'època. D'aquesta manera, Goethe va ser un dels primers (i probablement el primer) a emprar el terme metamorfosi en botànica.
Les preocupacions de Goethe en aquest camp eren sobretot filosòfiques. Volia identificar l'Urspflanze, és a dir, la 'planta original'.
L'arbre fetitxe de Goethe era el Ginkgo biloba —també ho és de Weimar, on fins i tot té dedicat un museu. Cal dir també que la ciutat d'Estrasburg està plena de ginkgos: hi ha un exemplar molt vell al jardí de la plaça de la República, en diversos parcs i a les avingudes.

### Zoologia i osteologia
Goethe també va publicar estudis sobre osteologia, i hom li deu el descobriment de l'os intermaxil·lar humà.

### Òptica

Espectre visible

Goethe va fer una teoria important sobre la percepció del color, en l'àmbit de l'òptica. L'any 1810, va proposar-ne una categorització en el seu Tractat dels colors: colors fisiològics, físics i químics, molt abans dels treballs d'Eugène Chevreul publicats l'any 1839. Hi fa intervenir les nocions d'harmonia, de contrast i de diferència cromàtica. La seua teoria del color es basa en l'observació dels «objectes en la llum», segons la seua expressió.
S'estén sobre la percepció visual i afirma la nostra diferenciació quant a la perspectiva dels elements verticals i horitzontals, que fa semblar més curts els primers que els segons (una muntanya de 3.000 metres d'altitud sembla menor que una distància vers un objecte situat a 3.000 metres de distància; o la percepció deformada o oval de la lluna baixa sobre l'horitzó).
La forma com Goethe entenia els colors era diferent de com l'entenia Newton, i això va fer que la majoria de científics optessin per la teoria de Newton del segle anterior (1704). En particular, l'afirmació de Goethe que els colors sorgien de la interacció entre la llum i la foscor va fer que la majoria de físics la consideressin no científica. Però Goethe és coherent amb la seva obra en aquest sentit: rebutja la matematització dels fenòmens naturals que s'havia anat implantant des del cartesianisme i opta per una comprensió diferent, de tipus més filosòfic, d'acord amb l'esperit general del romanticisme.

## Religió
Nascut en el si d'una família luterana, la fe primerenca de Goethe es va veure sacsejada per la notícia d'esdeveniments com ara el terratrèmol de Lisboa del 1755 i la Guerra dels Set Anys. El juliol del 1782, es va descriure com «no anticristià, ni acristià, però decididament no cristià». En el seu epigrama venecià 66, Goethe relaciona quatre coses que no li agradaven: «el fum de tabac, els insectes, l'all i les creus». En el llibre Converses amb Goethe, del secretari de Goethe, Eckermann, però, Goethe és retratat com un entusiasta sobre el cristianisme, Jesús, Martí Luter i la Reforma protestant, i hi descriu el cristianisme com a «l'última religió».

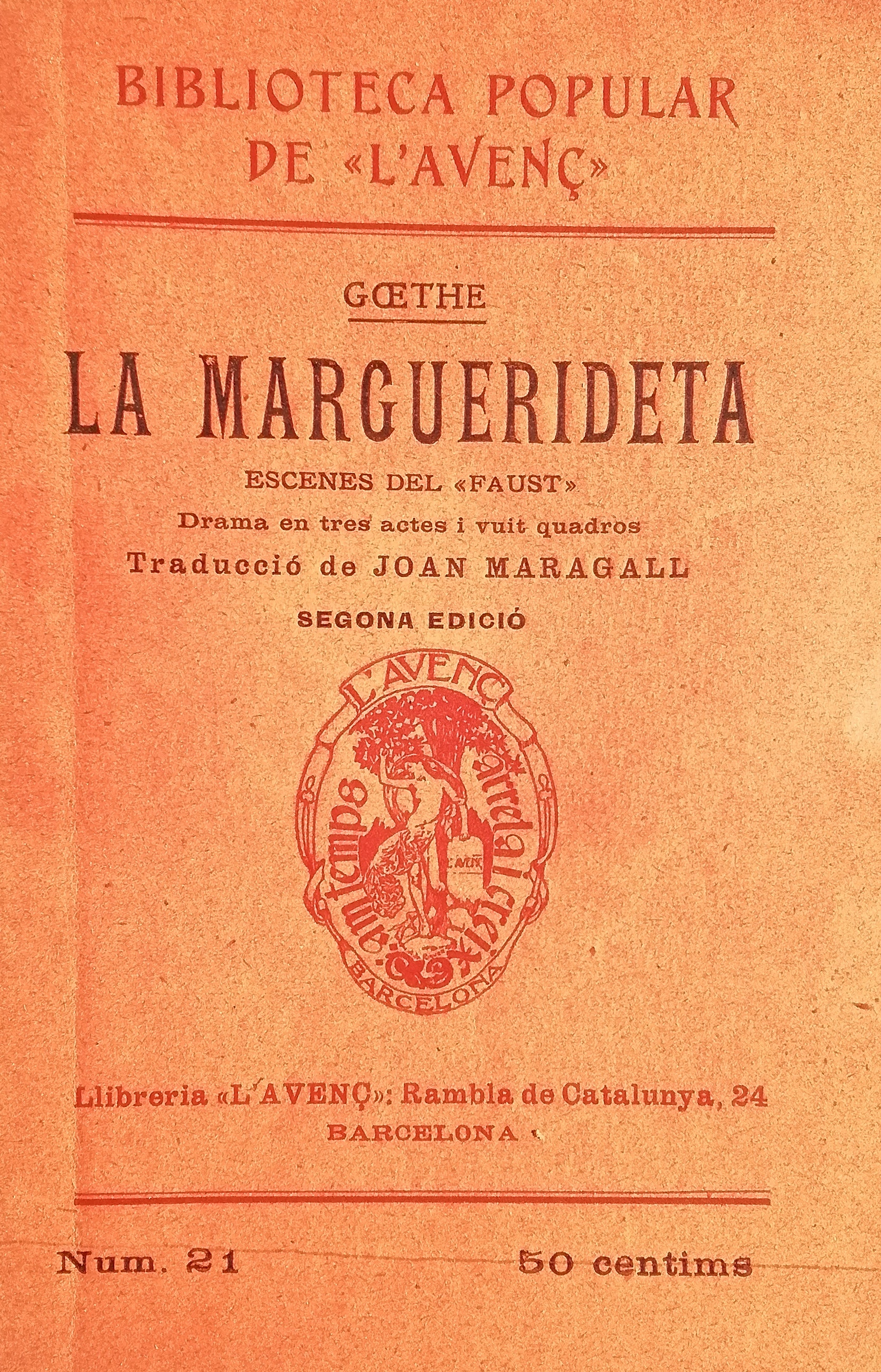
La tragèdia de Marguerideta (Marguerite-Gretchen), escenes dins de l'obra Faust. Traduïdes al català per Joan Maragall i publicades a Barcelona l'any 1910 a la col·lecció Biblioteca Popular de L'Avenç

El seu punt de vista més espiritual es va desenvolupar entre el panteisme (fortament influenciat per Spinoza), l'humanisme, i diversos elements de l'esoterisme occidental, com es pot veure més vívidament en la part II de Faust. D'acord amb Nietzsche, «Goethe tenia una mena de quasi felicitat i un fatalisme confiat, que té fe que només en la totalitat; tot es redimeix i sembla bo i justificat».

## Obres
Entre les seves obres cal destacar:
- Götz von Berlichingen (1773)[24]
- Werther (1774)[25]
- Wilhelm Meisters Lehrjahre (1795) – Anys d'aprenentatge de Wilhelm Meister[26]
- Faust (1807) (la segona part acabada l'any 1831)[27]
- Die Wahlverwandtschaften (1809) – Les afinitats electives[28]
- Proserpina (Weimar, 1778),[29] monodrama menor que musicà Karl von Siegmund Seckendorf

La seva producció poètica es troba actualment en diverses edicions.

## Traduccions
- Johann Wolfgang von Goethe: Les afinitats electives. Traducció de Carme Gala. Barcelona: Edicions Proa, 1991 (Col·lecció «A tot vent» Nº 291). ISBN 84-7739-167-X.
- Johann Wolfgang von Goethe: Les afinitats electives. Traducció de Carme Gala. Barcelona: Grans Èxits (sota llicència d'Edicions Proa), 1996 (Col·lecció «Grans Èxits Mundials» Nº 11). ISBN 84-8241-040-7.
- Goethe, Johann Wolfgang von. Pròleg de Simona Škrabec. Les afinitats electives. Traducció: Carlota Gurt Daví.  Barcelona: Alpha Editorial, 2023 (Bernat Metge Universal, 7). ISBN 978-84-9859-404-1.
- Johann Wolfgang von Goethe: Les desventures del jove Werther. Traducció directa de l'alemany per Joan Alavedra. Barcelona: Editorial Selecta, 1967(3) (Biblioteca Selecta. Volum Nr. 404. Traduccions, XXXVI).
- Johann Wolfgang von Goethe: Les desventures del jove Werther. Traducció de l'alemany de Joan Alavedra. Barcelona: Editorial Selecta-Catalònia, 1987 (Col·lecció «Club de Butxaca», Nr. 56). ISBN 84-7667-022-2.
- Johann Wolfgang von Goethe: Els sofriments del jove Werther. Traducció de l'alemany de Ramon Monton. Girona: Edicions de la Ela Geminada. ISBN 978-84-128304-8-4.
- Johann W. von Goethe: Anys d'Aprenentatge de Wilhelm Meister. Traducció de l'alemany de Josep Murgades. Barcelona: Edicions 62, 1985 (Les Millors Obres de la Literatura Universal, 41). ISBN 84-297-2278-5.
- Johann W. von Goethe: Divan occidental-oriental. Traducció de Manuel Carbonell. Martorell: Adesiara, 2019. ISBN 978-84-16948-39-0.
- Johann W. von Goethe: Elegies romanes. Traducció de Feliu Formosa. Martorell: Adesiara, 2024. ISBN 978-84-19908-16-2.
- Johann W. von Goethe: Faust. Traducció de Josep Lleonart. Barcelona: Edicions Proa, (1a edició de 1938) 1982. ISBN 978-84-825609-0-8.
- Johann W. von Goethe: Faust. Traducció de Jaume Ortolà. Barcelona: Riurau Editors, 2009. ISBN 978-84-937037-0-7.
- Johann W. von Goethe: Faust. Nota preliminar i versió escènica de Pedro Montalbán Kroebel. València: Alupa Editorial, 2018. ISBN 978-84-948239-3-0.
- Johann Wolfgang Goethe: Converses d'emigrats alemanys. Traducció de Raül Garrigasait. Barcelona: Editorial Alpha, 2010. ISBN 978-84-9859-149-1.
- Goethe, Johann Wolfgang von. Pròleg de J.Muñoz Millanes. Viatge a Itàlia. Traducció: Rafael M.Bofill.  Barcelona: Columna Edicions, 1996 (Clàssica). ISBN 978-84-8300-230-8.
- Goethe, Johann Wolfgang von. De la meva vida. Poesia i veritat (2 volums). Traducció: Núria Mirabet Cucala.  Editorial Montflorit, 2011. ISBN 978-84-9570-577-8.
- Goethe, Johann Wolfgang von. Màximes i reflexions. Traducció: Gustau Muñoz.  Editorial Albatros Maidhisa, 1992. ISBN 978-84-7274-193-5.
- Goethe, Johann Wolfgang von. Adaptació de Joan Lluís Bozzo. Egmont. Traducció: Joaquim Pena.  La Campana, 2019. ISBN 978-84-1686-355-6.